# Comitato europeo delle regioni
Il Comitato europeo delle regioni (abbreviato CdR) è l'assemblea dei rappresentanti locali e regionali dell'Unione europea (UE), che consente agli enti substatali (regioni, province, comuni ecc.) di far sentire la propria voce in maniera diretta all'interno del quadro istituzionale europeo.
Il Comitato è stato istituito nel 1994 per assolvere a due compiti principali. In primo luogo, dato che circa i tre quarti della legislazione dell'UE vengono applicati a livello locale o regionale, era logico che i rappresentanti locali e regionali avessero voce in capitolo nello sviluppo di tale legislazione. In secondo luogo, era diffusa la preoccupazione che si allargasse il distacco tra l'opinione pubblica e il processo di integrazione europea: un modo per colmare questo distacco era coinvolgere il livello amministrativo eletto più vicino ai cittadini.

## Storia
A livello dell'UE, gli enti locali e regionali hanno esercitato pressioni per avere più voce in capitolo negli affari europei. In seguito a queste rivendicazioni, il Trattato di Maastricht ha istituito il Comitato europeo delle regioni e permesso che nel Consiglio dell'UE gli Stati membri fossero rappresentati anche dai ministri dei loro governi regionali.

## Principi
Il lavoro del Comitato si innesta su tre principi fondamentali:
SussidiarietàQuesto principio, sancito nei Trattati in concomitanza con l'istituzione del CdR, dispone che nell'Unione europea le decisioni siano prese al livello concretamente più vicino ai cittadini. Pertanto, l'Unione europea non dovrebbe assumersi compiti che risultino più adatti alle amministrazioni nazionali, regionali o locali.

### Prossimità
Tutti i livelli amministrativi dovrebbero puntare ad essere "vicini ai cittadini", in particolare organizzando il proprio lavoro in maniera trasparente, in modo che i governati sappiano chi fa cosa e come fare udire la loro voce.

### Partenariato
Una sana governance europea implica la cooperazione di tutti i livelli di governo: europeo, nazionale, regionale e locale. Tutti questi livelli, infatti, sono indispensabili e devono partecipare al processo decisionale ("governance multilivello").

## Competenze
I trattati obbligano la Commissione europea ed il Consiglio dell'Unione europea a consultare il Comitato europeo delle regioni ogni qualvolta vengano avanzate proposte relative a settori che hanno ripercussioni a livello regionale o locale, ossia:
- coesione economica e sociale
- reti transeuropee
- sanità pubblica
- istruzione
- cultura
- politica dell'occupazione
- politica sociale
- ambiente
- formazione professionale
- trasporti

Al di fuori di questi settori, la Commissione, il Consiglio e il Parlamento europeo possono consultare il CdR su determinate questioni ogni qualvolta considerano che una data proposta abbia importanti implicazioni regionali o locali. Il CdR può inoltre formulare pareri di propria iniziativa, contribuendo così all'agenda politica dell'Unione europea.
In seguito all'entrata in vigore del Trattato di Lisbona, ratificato da tutti gli Stati membri dell'UE, il CdR gode di uno status privilegiato, avendo ormai il diritto di adire la Corte di giustizia dell'Unione europea (articolo 8 del protocollo n. 2 sull'applicazione dei principi di sussidiarietà e di proporzionalità).

## Composizione
Il CdR, che ha sede a Bruxelles, è composto da 329 membri titolari e altrettanti supplenti, suddivisi tra tutti i Paesi dell'Unione europea in misura pressoché proporzionale alla rispettiva popolazione. I  membri  devono  essere titolari di un mandato elettorale nell'ambito di una collettività regionale o locale, o politicamente responsabili innanzi a un'assemblea eletta.
Il numero di membri del Comitato per ciascun Paese è così distribuito:
| Paese       | Membri | Paese      | Membri | Paese       | Membri |
| ----------- | ------ | ---------- | ------ | ----------- | ------ |
| Germania    | 24     | Belgio     | 12     | Irlanda     | 9      |
| Francia     | 24     | Portogallo | 12     | Lituania    | 9      |
| Italia      | 24     | Svezia     | 12     | Lettonia    | 7      |
| Spagna      | 21     | Bulgaria   | 12     | Slovenia    | 7      |
| Polonia     | 21     | Austria    | 12     | Estonia     | 7      |
| Romania     | 15     | Slovacchia | 9      | Cipro       | 6      |
| Paesi Bassi | 12     | Danimarca  | 9      | Lussemburgo | 6      |
| Grecia      | 12     | Finlandia  | 9      | Malta       | 5      |
| Rep. Ceca   | 12     | Ungheria   | 12     | Croazia     | 9      |
| Totale      | Totale | Totale     | Totale | Totale      | 329    |

## Struttura interna

### Presidente
Eletto dall'Assemblea plenaria per un periodo di due anni e mezzo, il Presidente dirige i lavori del Comitato, ne presiede le sessioni plenarie e ne è il rappresentante ufficiale. Vasco Alves Cordeiro (Portogallo / Partito del Socialismo Europeo), membro dell'Assemblea legislativa della regione autonoma delle Azzorre, è l'attuale Presidente del CdR.
Elenco dei presidenti del Comitato delle regioni
|                                                      | Presidenza            | Nazionalità | Gruppo politico europeo        |
| ---------------------------------------------------- | --------------------- | ----------- | ------------------------------ |
| Vasco Cordeiro, Azzorre                              | 2022 - in carica      | portoghese  | Partito del Socialismo Europeo |
| Apostolos Tzitzikostas, Macedonia Centrale           | 2020 – 2022           | greca       | Partito Popolare Europeo       |
| Karl-Heinz Lambertz, Comunità germanofona del Belgio | 2017 – 2020           | belga       | Partito del Socialismo Europeo |
| Markku Markkula Espoo                                | 2015 – 2017           | finlandese  | Partito Popolare Europeo       |
| Michel Lebrun Vallonia                               | 2014 – 2015 (interim) | belga       | Partito Popolare Europeo       |
| Ramón Luis Valcárcel Murcia                          | 2012 – 2014           | spagnola    | Partito Popolare Europeo       |
| Mercedes Bresso Piemonte                             | 2010 – 2012           | italiana    | Partito del Socialismo Europeo |
| Luc Van Den Brande Fiandre                           | 2008 – 2010           | belga       | Partito Popolare Europeo       |
| Michel Delebarre Dunkerque, Nord Pas de Calais       | 2006 – 2008           | francese    | Partito del Socialismo Europeo |
| Peter Straub Baden-Württemberg                       | 2004 – 2006           | tedesca     | Partito Popolare Europeo       |
| Sir Albert Bore Birmingham                           | 2002 – 2004           | britannica  | Partito del Socialismo Europeo |
| Jos Chabert Regione Bruxelles capitale               | 2000 – 2002           | belga       | Partito Popolare Europeo       |
| Manfred Dammeyer Renania settentrionale - Vestfalia  | 1998 – 2000           | tedesca     | Partito del Socialismo Europeo |
| Pasqual Maragall I Mira Barcellona, Catalogna        | 1996 – 1998           | spagnola    | Partito del Socialismo Europeo |
| Jacques Blanc Languedoc-Roussillon                   | 1994 – 1996           | francese    | Partito Popolare Europeo       |

### Primo vicepresidente
Anche il primo vicepresidente è eletto dall'Assemblea plenaria per un periodo di due anni e mezzo. In assenza del Presidente, è il primo vicepresidente a farne le veci. Apostolos Tzitzikostas (Grecia / Partito Popolare Europeo), presidente della regione della Macedonia centrale, è l'attuale primo vicepresidente del Comitato europeo delle regioni.

### Ufficio di presidenza
L'Ufficio di presidenza è l'organo esecutivo del CdR. È composto da 61 membri: il presidente, il primo vicepresidente, i presidenti dei 6 gruppi politici del CdR, i 27 vicepresidenti (uno per Stato membro) e 26 altri membri designati dalle delegazioni nazionali, così da rispecchiare l'equilibrio nazionale e politico del Comitato. L'Ufficio di presidenza si riunisce di norma sette o otto volte l'anno, elabora il programma politico del CdR e incarica l'amministrazione di porre in atto le sue decisioni.

### Assemblea plenaria
L'Assemblea del CdR, composta da tutti i membri, si riunisce in sessione plenaria a Bruxelles sei volte l'anno, per discutere e adottare pareri, relazioni e risoluzioni.

### Commissioni
I lavori del CdR si articolano in commissioni interne, specializzate in materie di attualità e rilievo:
- CIVEX - cittadinanza, governance, affari istituzionali ed esterni;
- COTER/BUDG - politica di coesione territoriale e bilancio dell'UE;
- ECON - politica economica;
- ENVE - ambiente, cambiamenti climatici ed energia;
- NAT - risorse naturali e agricoltura;
- SEDEC - politiche sociali, occupazione, istruzione, cultura e ricerca.

Le commissioni elaborano progetti di parere e organizzano convegni e seminari sui temi di loro competenza. Ogni commissione è composta da un centinaio di membri (ogni membro può far parte di due commissioni) e dispone di una sua segreteria nell'ambito dell'amministrazione del CdR. È inoltre istituita una commissione speciale affari finanziari e amministrativi (CAFA) che assiste l'Ufficio di presidenza del Comitato.

### Gruppi politici
Nel CdR sono presenti sei gruppi politici:
- il Partito Popolare Europeo (PPE)
- i Conservatori e Riformisti Europei (ECR)
- il Partito del Socialismo Europeo
- Renew Europe (RE)
- l'Alleanza europea.
- i Verdi.

Prima delle riunioni più importanti, ogni gruppo politico si riunisce per adottare una posizione comune.

### Conferenza dei presidenti
Il Presidente del CdR, il primo vicepresidente, i presidenti dei gruppi politici e il Segretario generale si riuniscono nella Conferenza dei presidenti alla vigilia di ogni sessione plenaria e di riunioni importanti, per raggiungere un consenso politico sulle questioni strategiche.

### Delegazioni nazionali
Il CdR è inoltre composto da 27 delegazioni nazionali. I membri si riuniscono nelle rispettive delegazioni nazionali prima di ogni sessione plenaria o di altre riunioni, per discutere l'adozione di posizioni comuni.

### Segretario generale
Il Segretario generale è nominato dall'Ufficio di presidenza per un periodo di cinque anni. Essendo a capo dell'amministrazione del CdR, il Segretario generale non ha mandato politico. Ha il compito di garantire l'attuazione delle decisioni adottate dal Presidente e dall'Ufficio di presidenza e il corretto funzionamento dell'amministrazione. Attualmente, il Segretario generale del CdR è Petr Blížkovský, in carica dal 16 dicembre 2019.

#### Segretariato generale
Il segretariato generale si compone di cinque direzioni: Membri e sessioni plenarie; Lavori legislativi 1; Lavori legislativi 2; Comunicazione; Risorse umane e finanze. Le direzioni della Logistica e della Traduzione sono gestite congiuntamente con il Comitato economico e sociale europeo. Nel 2015, il numero totale del personale del CdR assommava a 527.

### Membri italiani
|                                                                        | Inizio incarico   | Gruppo politico europeo           | Partito italiano       |
| Membri effettivi                                                       | Membri effettivi  | Membri effettivi                  | Membri effettivi       |
| ---------------------------------------------------------------------- | ----------------- | --------------------------------- | ---------------------- |
| Matteo Luigi Bianchi Consigliere Comunale di Morazzone (VA)            | 26 gennaio 2015   | Conservatori e Riformisti Europei | Lega                   |
| Roberto Ciambetti Presidente del Consiglio regionale del Veneto        | 3 luglio 2018     | Conservatori e Riformisti Europei | Lega                   |
| Antonio Decaro Sindaco di Bari                                         | 16 dicembre 2015  | Partito del Socialismo Europeo    | Partito Democratico    |
| Michele Emiliano Presidente della Regione Puglia                       | 6 ottobre 2021    | Partito del Socialismo Europeo    | Partito Democratico    |
| Roberto Pella Sindaco di Valdengo (BI)                                 | 15 novembre 2004  | Partito Popolare Europeo          | Forza Italia           |
| Luca Zaia Presidente della Regione Veneto                              | 26 gennaio 2015   | Identità e Democrazia             | Lega                   |
| Marco Marsilio Presidente della Regione Abruzzo                        | 13 maggio 2019    | Conservatori e Riformisti Europei | Fratelli d'Italia      |
| Christian Solinas Presidente della Regione Sardegna                    | 25 giugno 2019    | Non iscritti                      | Partito Sardo d'Azione |
| Alberto Cirio Presidente della Regione Piemonte                        | 10 settembre 2019 | Partito Popolare Europeo          | Forza Italia           |
| Virginia Raggi Consigliere Comunale di Roma                            | 10 settembre 2019 | Non iscritti                      | Movimento 5 Stelle     |
| Arianna Maria Censi Assessore di Milano                                | 26 gennaio 2020   | Partito del Socialismo Europeo    | Partito Democratico    |
| Michela Leoni Vicepresidente della Provincia di Novara                 | 26 gennaio 2020   | Conservatori e Riformisti Europei | Lega                   |
| Giorgio Magliocca Presidente della Provincia di Caserta                | 26 gennaio 2020   | Partito Popolare Europeo          | Forza Italia           |
| Luca Menesini Presidente della Provincia di Lucca                      | 26 gennaio 2020   | Partito del Socialismo Europeo    | Partito Democratico    |
| Loredana Capone Presidente del Consiglio Regionale della Puglia        | 26 maggio 2021    | Partito del Socialismo Europeo    | Partito Democratico    |
| Eugenio Giani Presidente della Regione Toscana                         | 8 Ottobre 2020    | Partito del Socialismo Europeo    | Partito Democratico    |
| Donatella Tesei Presidente della Regione Umbria                        | 6 ottobre 2021    | Conservatori e Riformisti Europei | Lega                   |
| Dario Nardella Sindaco di Firenze                                      | 17 gennaio 2022   | Partito del Socialismo Europeo    | Partito Democratico    |
| Andrea Putzu Consigliere Regionale delle Marche                        | 6 febbraio 2023   | Conservatori e Riformisti Europei | Fratelli d'Italia      |
| Roberta Angelilli Vicepresidente della Regione Lazio                   | 27 giugno 2023    | Conservatori e Riformisti Europei | Fratelli d'Italia      |
| Lorenzo Galligani Consigliere Comunale di Pistoia                      | 6 febbraio 2023   | Conservatori e Riformisti Europei | Fratelli d'Italia      |
| Antonio Mazzeo Presidente del Consiglio Regionale della Toscana        | 7 marzo 2023      | Partito del Socialismo Europeo    | Partito Democratico    |
| Membri supplenti                                                       |                   |                                   |                        |
| Giuseppe Varacalli Consigliere Comunale di Gerace (RC)                 | 14 maggio 2008    | Renew Europe                      | Italia Viva            |
| Alessio Marsili Consigliere del XIII Municipio di Roma                 | 15 marzo 2009     | Non iscritti                      | Movimento 5 Stelle     |
| Vito Bardi Presidente della Regione Basilicata                         | 25 novembre 2019  | Partito Popolare Europeo          | Forza Italia           |
| Alberto Ancarani Consigliere Comunale di Ravenna                       | 26 gennaio 2020   | Partito Popolare Europeo          | Forza Italia           |
| Mario Guarente Sindaco di Potenza                                      | 26 gennaio 2020   | Conservatori e Riformisti Europei | Lega                   |
| Nicola Marini Presidente del Consiglio Comunale di Albano Laziale (RM) | 26 gennaio 2020   | Partito del Socialismo Europeo    | Partito Democratico    |
| Carmine Pacente Consigliere Comunale di Milano                         | 26 gennaio 2021   | Partito del Socialismo Europeo    | Partito Democratico    |
| Michele Pais Presidente del Consiglio Regionale della Sardegna         | 26 gennaio 2020   | Conservatori e Riformisti Europei | Lega                   |
| Donatella Porzi Consigliere della Regione Umbria                       | 26 gennaio 2020   | Renew Europe                      | Azione                 |
| Alessandro Romoli Presidente della Provincia di Viterbo                | 26 gennaio 2020   | Partito Popolare Europeo          | Forza Italia           |
| Elia Delmiglio Sindaco di Casalpusterlengo                             | 28 ottobre 2020   | Conservatori e Riformisti Europei | Lega                   |
| Gianmarco Medusei Presidente del Consiglio Regionale della Liguria     | 26 maggio 2021    | Conservatori e Riformisti Europei | Lega                   |
| Nicola Caputo Assessore della Regione Campania                         | 6 ottobre 2021    | Renew Europe                      | Italia Viva            |
| Luciano Emilio Caveri Assessore della Regione Valle d'Aosta            | 6 ottobre 2021    | Partito del Socialismo Europeo    | Alliance Valdotaine    |
| Luisa Piacentini Consigliere Comunale di Marano Equo (RM)              | 23 maggio 2022    | Conservatori e Riformisti Europei | Fratelli d'Italia      |
| Enzo Lattuca Presidente della Provincia di Forlì-Cesena                | 6 febbraio 2023   | Partito del Socialismo Europeo    | Partito Democratico    |
| Luca Rosario Luigi Sammartino Vicepresidente della Regione Sicilia     | 27 giugno 2023    | Conservatori e Riformisti Europei | Lega                   |
| Renato Schifani Presidente della Regione Sicilia                       | 27 giugno 2023    | Partito Popolare Europeo          | Forza Italia           |
| Sandrino Aquilani Sindaco di Vetralla (VT)                             | 9 ottobre 2023    | Partito Popolare Europeo          | Forza Italia           |
| Francesco Roberti Presidente della Regione Molise                      | 19 dicembre 2023  | Partito Popolare Europeo          | Forza Italia           |

## Attività

### Pareri
La Commissione europea, il Consiglio dell'Unione europea e il Parlamento europeo consultano il CdR ogni qualvolta elaborano testi legislativi (direttive, regolamenti ecc.) su materie che hanno un impatto sugli enti regionali e locali. All'interno del CdR, i progetti dei testi sono trasmessi alla commissione competente, la quale nomina un relatore incaricato di elaborare il parere del Comitato. Prima di essere discusso in sessione plenaria, il progetto di parere è adottato in sede di commissione. Una volta adottata in sessione plenaria, la versione definitiva del parere viene trasmessa a tutte le istituzioni europee e pubblicata nella Gazzetta ufficiale dell'UE.

### Risoluzioni
Le risoluzioni permettono al CdR di esprimere il suo punto di vista su temi rilevanti e di attualità. Possono essere elaborate dai gruppi politici del CdR o da 32 membri del Comitato.

### Studi e altre pubblicazioni
Il CdR produce studi su vari aspetti della dimensione regionale e locale dell'UE (istruzione, trasporti, affari sociali, allargamento ecc.). Gli studi sono elaborati con l'aiuto di esperti esterni al Comitato. Il CdR produce inoltre pubblicazioni sia per il grande pubblico che per gli enti locali e regionali, in cui presenta le sue attività e illustra i più recenti sviluppi politici.

### Eventi
In quanto luogo di incontro delle regioni e degli enti locali, il CdR organizza convegni, seminari e mostre in collaborazione con partner regionali e locali nonché con altre istituzioni dell'UE. Una volta l'anno, durante la Settimana europea delle regioni e delle città, il CdR accoglie nella sua sede migliaia di ospiti che partecipano a vivaci dibattiti o cercano dei partner per realizzare progetti comuni.

## Date principali
- 1992: con il Trattato di Maastricht, i leader dell'UE istituiscono il Comitato delle regioni (CdR) in quanto assemblea consultiva con il compito di dar voce alle regioni e agli enti locali nel processo decisionale europeo e fungere da anello di congiunzione tra Bruxelles e i cittadini. Ai sensi del Trattato, la Commissione europea e il Consiglio dell'Unione europea sono tenuti a consultare il Comitato in merito alle principali questioni di interesse regionale. I membri del Comitato devono essere proposti dai governi dei rispettivi Stati membri e restano in carica per quattro anni. Nel marzo 1994 il CdR tiene a Bruxelles la sua prima sessione plenaria.
- 1995: con l'Allargamento dell'Unione europea e l'adesione di Austria, Finlandia e Svezia all'Unione europea, il CdR passa da 189 a 222 membri.
- 1997: il Trattato di Amsterdam estende le competenze del CdR, prevedendone la consultazione su circa due terzi delle proposte legislative europee. Inoltre, esso permette che il CdR venga consultato anche dal Parlamento europeo.
- 2001: il Trattato di Nizza accresce la legittimità democratica del CdR, disponendo che i suoi membri debbano essere titolari di un mandato elettorale o essere politicamente responsabili di fronte a un'assemblea regionale o locale eletta. Fissa inoltre il numero massimo dei membri a 350.
- 2002–03: i membri del CdR partecipano alla Convenzione sul futuro dell'Europa incaricata di elaborare una Costituzione per l'Europa. Il testo della Costituzione riconosce il ruolo e i poteri degli enti locali e delle regioni, e conferisce al CdR il diritto di adire la Corte di giustizia delle Comunità europee qualora ritenga che un atto legislativo europeo violi il principio di sussidiarietà.
- Maggio 2004: Allargamento dell'UE con l'adesione all'UE di dieci nuovi Stati. Il numero dei membri del CdR passa da 222 a 317.
- Febbraio 2006: il CdR inizia un nuovo mandato quadriennale. Tra le sue priorità politiche vi sono una partecipazione più attiva degli enti locali e delle regioni, in linea con la strategia di Lisbona per la crescita e l'occupazione, il rafforzamento della coesione e della solidarietà e un ruolo di primo piano nella campagna Communicating Europe – Going Local che mira ad avvicinare l'Europa ai suoi cittadini.
- Gennaio 2007: Allargamento dell'UE, con l'adesione all'UE di Bulgaria e Romania, il numero dei membri del CdR sale da 317 a 344.
- Dicembre 2007: il Trattato di Lisbona sancisce il diritto del CdR - già riconosciutogli dalla Convenzione sul futuro dell'Europa - di adire la Corte di giustizia dell'Unione europea a tutela del principio di sussidiarietà e delle sue prerogative. Questa nuova attribuzione rafforza il ruolo politico del Comitato, consentendogli di condurre un'azione più incisiva sulla scena europea a vantaggio degli enti locali e regionali. Il Trattato di Lisbona porta inoltre la durata del mandato dei membri del CdR da quattro a cinque anni.
- Luglio 2013: Allargamento dell'UE con l'adesione della Croazia. Il numero dei membri del CdR passa da 344 a 353 (poi ridotto a 350).
- Gennaio 2020: A seguito di Brexit, il numero dei membri del CdR passa da 350 a 329.
- Febbraio 2020: Il CdR accoglie dalla sessione plenaria di febbraio un nuovo gruppo politico, i Verdi.

## Riferimenti normativi
- Artt. 305 e succ. del Trattato sul funzionamento dell'Unione europea
- Regolamento interno del Comitato europeo delle regioni